# Рудольф Мюллер (підводник)
Рудольф Мюллер (нім. Rudolf Müller; 17 червня 1917, Лінген — 29 жовтня 1943, Атлантичний океан) — німецький офіцер-підводник, оберлейтенант-цур-зее крігсмаріне.

## Біографія
9 жовтня 1937 року вступив на флот. З 4 листопада 1941 року — 1-й вахтовий офіцер на підводному човні U-509, з грудня 1942 року — на U-91. В січні-лютому 1943 року пройшов курс командира човна. З 13 березня 1943 року — командир U-282. 16 жовтня вийшов у свій перший і останній похід. 29 жовтня U-282 був потоплений в Північній Атлантиці південно-східніше мису Фарвель (55°28′ пн. ш. 31°57′ зх. д.) глибинними бомбами британських есмінців «Дункан» і «Відет» та корвета «Санфлавер». Всі 48 членів екіпажу загинули.

## Звання
- Кандидат в офіцери (9 жовтня 1937)
- Морський кадет (28 червня 1938)
- Фенріх-цур-зее (1 квітня 1939)
- Оберфенріх-цур-зее (1 березня 1940)
- Лейтенант-цур-зее (1 травня 1940)
- Оберлейтенант-цур-зее (1 квітня 1942)